# Bernhard Pein
Bernhard Pein (* 20. Oktober 1891 in Pinneberg; † 8. April 1970 ebenda) war ein deutscher Pädagoge.

## Leben und Wirken
Bernhard Pein wurde als Sohn eines Spirituosenhändlers in Pinneberg geboren. Er besuchte die Oberrealschule Altona, die er 1912 mit der Reifeprüfung verließ. Danach studierte er an Universitäten in Freiburg, Erlangen, Heidelberg, Kiel, Jena und Hamburg Romanistik, Anglistik, Geschichte und Philosophie. Während des Ersten Weltkriegs kämpfte er als Leutnant der Reserve und Batterieführer von 1914 bis 1918 in Frankreich. 1921 bestand er an der Hamburger Universität das erste Staatsexamen für das Lehramt an Höheren Schulen in Englisch und Französisch. Die Prüfung für Turn- und Sportlehrer legte er 1923 an der Preußischen Hochschule für Leibesübungen in Berlin-Spandau ab. Nach dem Referendariat an der Schleeschule in Altona bestand er dort 1923 die Assessorprüfung. Im selben Jahr erhielt er eine Lehrstelle am heutigen Ludwig-Meyn-Gymnasium, das er ab 1927 als Studiendirektor leitete.
Politisch zeigte sich Pein früh rechtsextrem. 1919/20 trat er der Orgesch bei, 1923 in den Jungdeutschen Orden, in dem er sich bis 1930 engagierte. Zum 1. August 1932 schloss er sich der NSDAP an (Mitgliedsnummer 1.271.855), deren Ortsgruppe in Uetersen er seit 1933 leitete. Von 1932 bis 1935 war er Mitglied der SA und seit 1935 Mitglied des NSLBs. Als Obersturmbannführer der SS (SS-Nummer 276.798) erhielt er herausragende Zeugnisse. Im Sicherheitsdienst der SS arbeitete er ehrenamtlich im Abschnitt Hamburg und engagierte sich in der Dienststelle von August Heißmeyer, der als SS-Obergruppenführer Schüler der Nationalsozialistischen Bildungseinrichtungen militärisch anleitete. Von Mai bis Oktober 1933 arbeitete Pein als kommissarischer Oberschulrat und leitete kommissarisch die Abteilung für das Höhere Schulwesen, die dem Oberpräsidenten der Provinz Schleswig-Holstein in Schleswig unterstand. Im November 1933 ging er zurück nach Uetersen und übernahm zum 1. Januar 1934 die Leitung der Nationalpolitischen Erziehungsanstalt Berlin-Spandau, der heutigen Polizeiakademie Berlin.
Obwohl ihm die notwendigen Qualifikationen fehlten, erhielt Pein auf Druck des Reichsministeriums für Wissenschaft, Erziehung und Volksbildung zum 1. Juni 1938 als Professor die Leitung der Hochschule für Lehrerbildung in Hamburg übertragen. Reichsstatthalter Karl Kaufmann, der Rudolf Peter aufgrund dessen Erfahrungen bevorzugte, hatte Peins Beförderung nicht verhindern können. Reichsminister Bernhard Rust argumentierte dagegen, dass ein Hochschulleiter nicht nur über fachliche Qualifikationen verfügen und politisch korrekt sein, sondern auch „die besonderen Eigenschaften einer Führerpersönlichkeit“ aufweisen müsse und „sich durch tätigen Einsatz im Kampf der NSDAP“ auszeichnen solle.
Nachdem die Hansische Hochschule für Lehrerbildung aufgelöst und die Lehrerausbildung von den Lehrerbildungsanstalten übernommen worden war, überlegte das Reichsministerium, Pein in die besetzten Ostgebiete zu beordern. Der Pädagoge fand schließlich eine neue Beschäftigung im Schuldienst der Gemeindeverwaltung. Er leitete nominell die Wichern-Schule mit angeschlossenem Internat und baute Heimschulen auf, die der SS unterstanden. 1944/45 amtierte er als kommissarischer Oberschulrat für die Lehrerbildungsanstalten und das Pädagogische Institut in Hamburg.
Nach Kriegsende entließ die britische Militärregierung im Juni 1945 Pein und nahm ihn fest. Die Spruchkammer Bielefeld verhängte gegen ihn 1948 eine Geldbuße in Höhe von 10.000 Deutscher Mark aufgrund der „Zugehörigkeit zur SS in Kenntnis ihres verbrecherischen Charakters“. Aufgrund der verbüßten Haftzeit erachteten die Richter die Geldstrafe jedoch als abgegolten. Von 1948 bis 1951 leitete Pein eine Sprachschule auf dem Fliegerhorst Uetersen. Ab 1952 gab er Unterricht in Hamburger Privatschulen, lehrte bis 1961 an der Handelsschule Rackow und danach bis 1968 am Jenisch-Gymnasium in Nienstedten. Kurz vor seinem Tod unterrichtete er 1968/69 Erdkunde, Englisch und Französisch am Gymnasium im Aufbau in Thesdorf.

## Veröffentlichungen
- Die Hochschule für Lehrerbildung in Hamburg. In: Hamburger Studentenbuch 1938/39. Im Auftrag der Gaustudentenführung Hamburg hrsg. von Karl Graak. Evers & Hansen, Hamburg 1939, S. 12–20.
- Der deutsche Lehrer und Erzieher als pädagogischer Offizier. Vortrag des Hochschulleiters SS Hauptsturmführers Prof. Bernhard Pein anlässlich der Verpflichtungsfeier für die Jungsemester am 19. Januar 1940. Hansische Hochschule für Lehrerbildung, Hamburg 1940.
  - Der deutsche Lehrer und Erzieher als pädagogischer Offizier. In: Nationalsozialistisches Bildungswesen  Einzige erziehungswissenschaftliche Zeitschrift der Bewegung. Hrsg. von der Reichsleitung der NSDAP, Hauptamt für Erzieher . 5, Deutscher Volksverlag, München 1940, S. 152–154.